# 烏尼喬夫

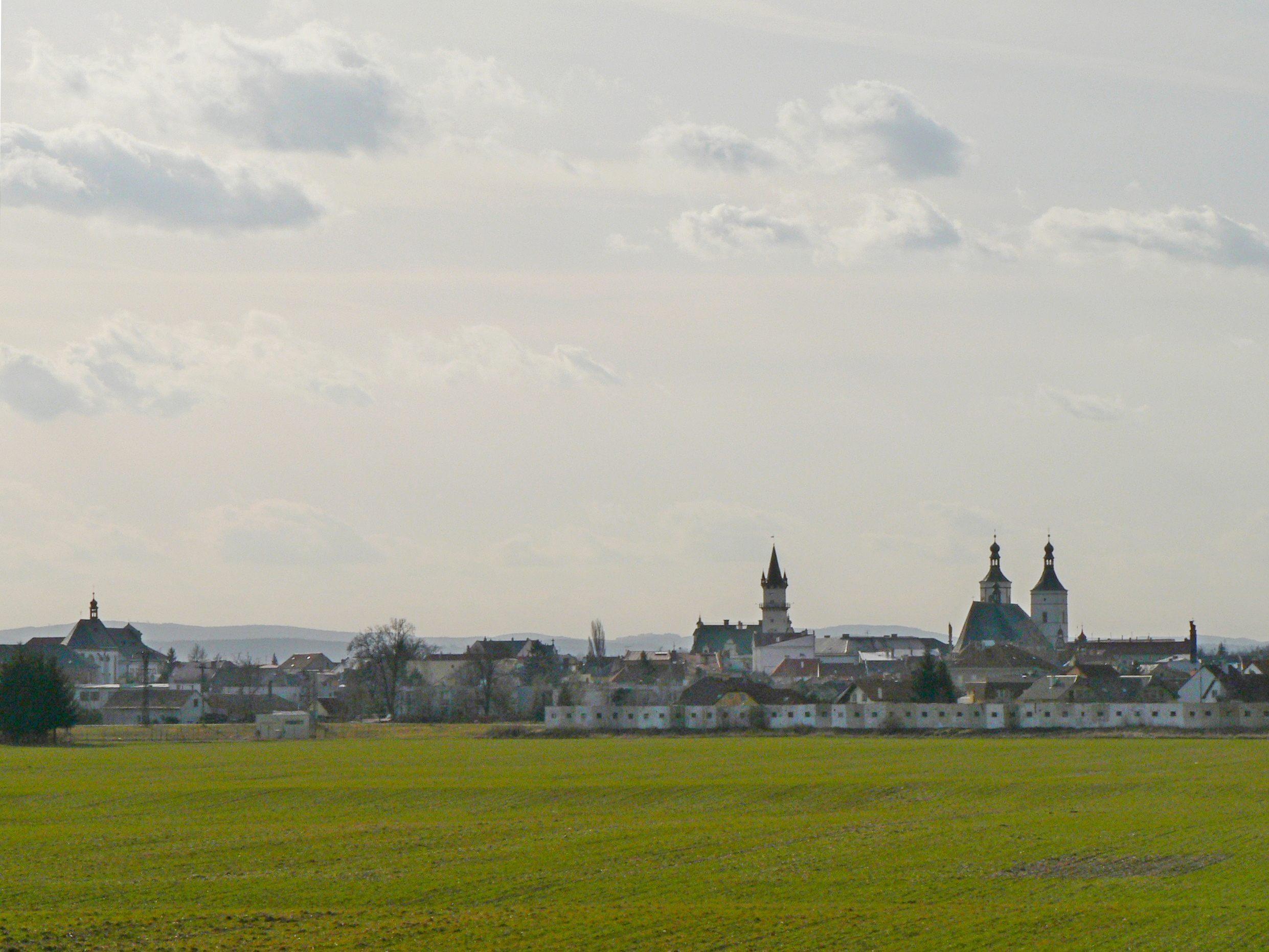

烏尼喬夫是捷克的城鎮，位於該國東部，距離奧洛穆茨22公里，由奧洛穆茨州負責管轄，始建於1213年左右，面積48.27平方公里，海拔高度248米，2006年人口12,364。

## 外部連結
- Municipal website （页面存档备份，存于）